# 米蘭多拉圍城戰 (1551年)
米蘭多拉圍城戰發生於1551年至1552年，神聖羅馬-西班牙-教皇聯軍包圍了米蘭多拉這座法國的盟友城邦。圍攻持續了數個月之久，最終聯軍選擇撤軍。